# Зверево (Кимрский район)
Зверево — деревня в Кимрском районе Тверской области. Входит в состав Приволжского сельского поселения.

## География
Находится в юго-восточной части Тверской области на расстоянии приблизительно 14 км на северо-восток по прямой от районного центра города Кимры на левом берегу реки Хотча.

## История
Известна с 1628 года как пустошь. В 1771 уже деревня с 7 дворами помещика Сысоева. В 1851 году 18 дворов. В 1859 году здесь (деревня Калязинского уезда Тверской губернии) было учтено 22 двора. Ныне имеет дачный характер.

## Население
Численность населения: 46 человек (1771 год), 131 (1851), 139 (1859 год), 1 (русские 100 %) в 2002 году, 0 в 2010.